# Scharf
Scharf är en orgelstämma av typen repeterande blandstämma och principalstämma. Stämman tillhör kategorin labialstämmor. Den har ofta högre kor än mixturen.